# Clutia conferta
Clutia conferta là một loài thực vật có hoa trong họ Peraceae. Loài này được Hutch. mô tả khoa học đầu tiên năm 1912.